# Grant Wood
Grant Wood (Anamosa, 13 febbraio 1891 – Iowa City, 12 febbraio 1942) è stato un pittore statunitense.
Tra i più acclamati pittori nella storia statunitense, Wood è noto per le sue rappresentazioni della vita quotidiana americana raffigurate adoperando tecniche impressionistiche e di realismo.
La sua opera più nota, datata 1930, è il Gotico Americano (American Gothic).

## Biografia

### Inizi
Grant Wood nacque il 13 febbraio 1891 a Anamosa (Iowa) da Hattie DeEtte Weaver Wood e Francis Maryville Wood. Dopo essersi diplomato ai corsi serali dell'istituto d'arte di Chicago, nel 1920 partì per Parigi dove frequentò l'Académie Julian e dove poté osservare da vicino le opere più importanti degli impressionisti francesi. Nel 1928 fece un viaggio in Germania avvicinandosi, soprattutto durante la permanenza a Monaco, alla pittura fiamminga, a quella del Rinascimento tedesco e al movimento della Nuova oggettività. In questi anni il suo stile si allontanò dall'impressionismo per avvicinarsi ad un realismo analitico.
Tornato negli Stati Uniti, insegnò arte all'Università dell'Iowa. Divenne allora un grande fautore del regionalismo artistico: i suoi ritratti e i suoi paesaggi, ispirati al mondo in cui viveva e ai ricordi d'infanzia, descrivono il mondo rurale della campagna americana con una figurazione nitida, analitica nei dettagli e raffinata nelle scelte cromatiche. È del 1930 la sua opera più nota, Gotico americano, in cui ritrae una coppia di agricoltori dallo sguardo fiero e austero davanti alla propria abitazione. Quest'opera divenne ben presto un simbolo della vita e degli ideali dei pionieri americani e lo consacrò fra i protagonisti del regionalismo americano. Il dipinto fu inizialmente esibito all'Istituto d'arte di Chicago dove ottenne ampio successo e dove la sua arte venne definitivamente consacrata.
Wood morì per cancro al pancreas il 12 febbraio 1942 a Iowa City, un giorno prima del suo cinquantunesimo compleanno. Nel 1951 è stato girato il lungometraggio Pictura (segmento "Grant Wood") di Marc Sorkin dedicato alla sua figura.

## Vita privata
Wood fu sposato con Sara Sherman Maxon dal 1935 al 1938; la coppia si separò anche perché Wood era un omosessuale velato.
Regionalista convinto, sia politicamente che artisticamente, Wood era un conservatore.

## Stile ed influenza
A partire dal 1919 Grant visitò numerose volte l'Europa e, in particolare Parigi. frequentando l'Académie Julian egli comincio ad essere influenzato da lavori tipici dell'impressionismo. Tornato negli Stati Uniti, cominciò a raffigurare nelle sue opere principalmente soggetti tipici della scena americana (come gli agricoltori dell'American Gothic).
Le sue opere sono caratterizzate da una grande attenzione verso i particolari e da una limpida precisione tipica del realismo. Molte sue opere contengono degli elementi e deli spunti di riflessioni molto sfaccettati, a volte venati da una raffinata ironia artistica.

## Lista completa delle opere

### Dipinti
- Spotted Man (1924)
- The Little Chapel Chancelade (1926)
- Woman with Plants (1929)
- American Gothic (1930)
- Arnold Comes of Age (1930)
- Stone City, Iowa (1930)
- Appraisal (1931)
- Young Corn (1931)
- Fall Plowing (1931)
- The Birthplace of Herbert Hoover, West Branch, Iowa (1931)
- The Midnight Ride of Paul Revere (1931)
- Plaid Sweater (1931)
- Self-Portrait (1932)
- Arbor Day (1932)
- Boy Milking Cow (1932)
- Daughters of Revolution (1932)
- Portrait of Nan (1933)
- Near Sundown (1933)
- Dinner for Threshers (1934)
- Return from Bohemia (1935)
- Death on Ridge Road (1935)
- Spring Turning (1936)
- Seedtime and Harvest (1937)
- Sultry Night (1937)
- Haying (1939)
- New Road (1939)
- Parson Weems' Fable (1939)
- January (1940)
- Iowa Cornfield (1941)
- Spring in the Country (1941)

### Scritti
- "Art in the Daily Life of the Child." Rural America, marzo 1940
- Revolt against the City. Iowa City: Clio Press, 1935.

## Galleria d'immagini

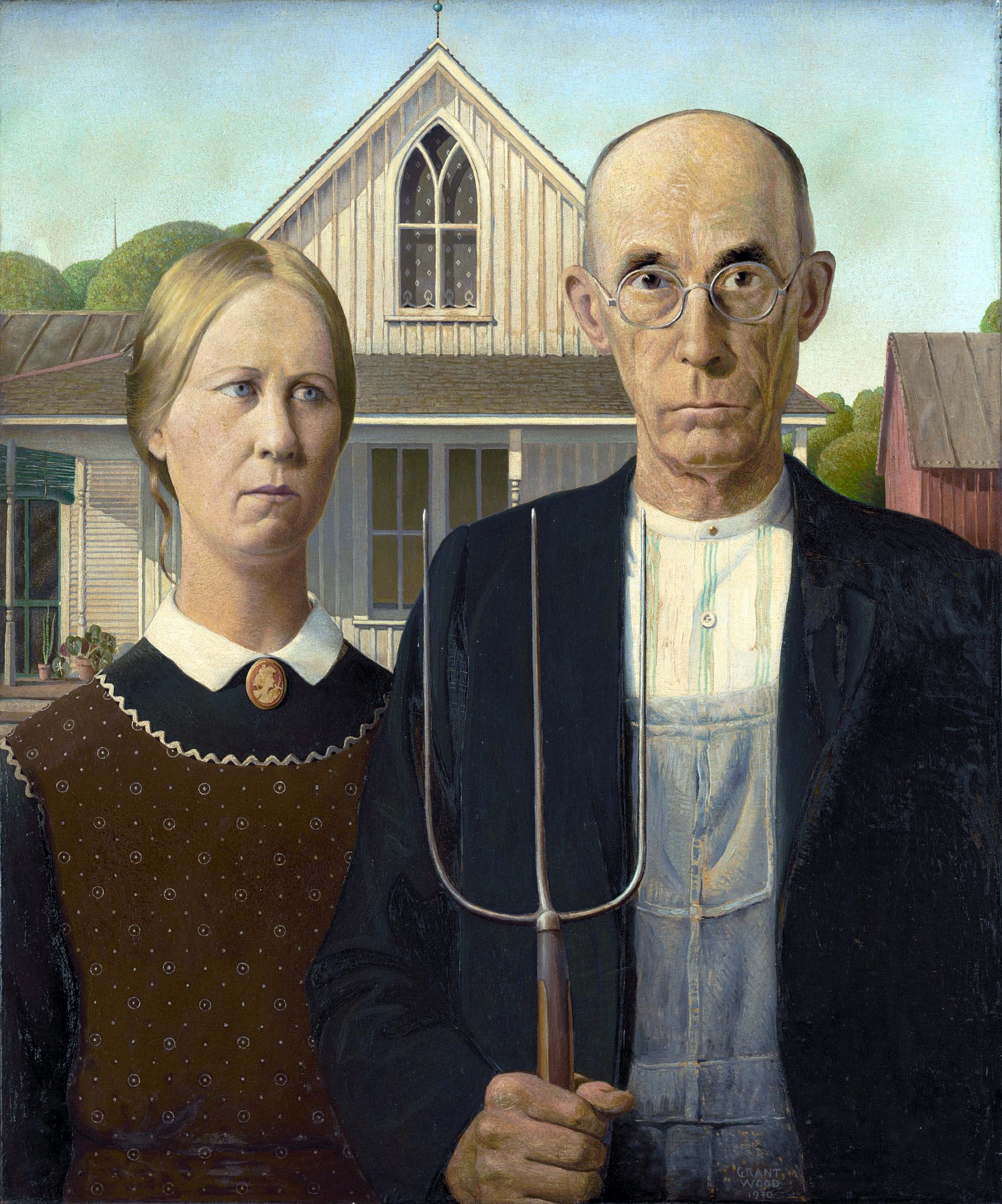
American Gothic (1930) Art Institute of Chicago
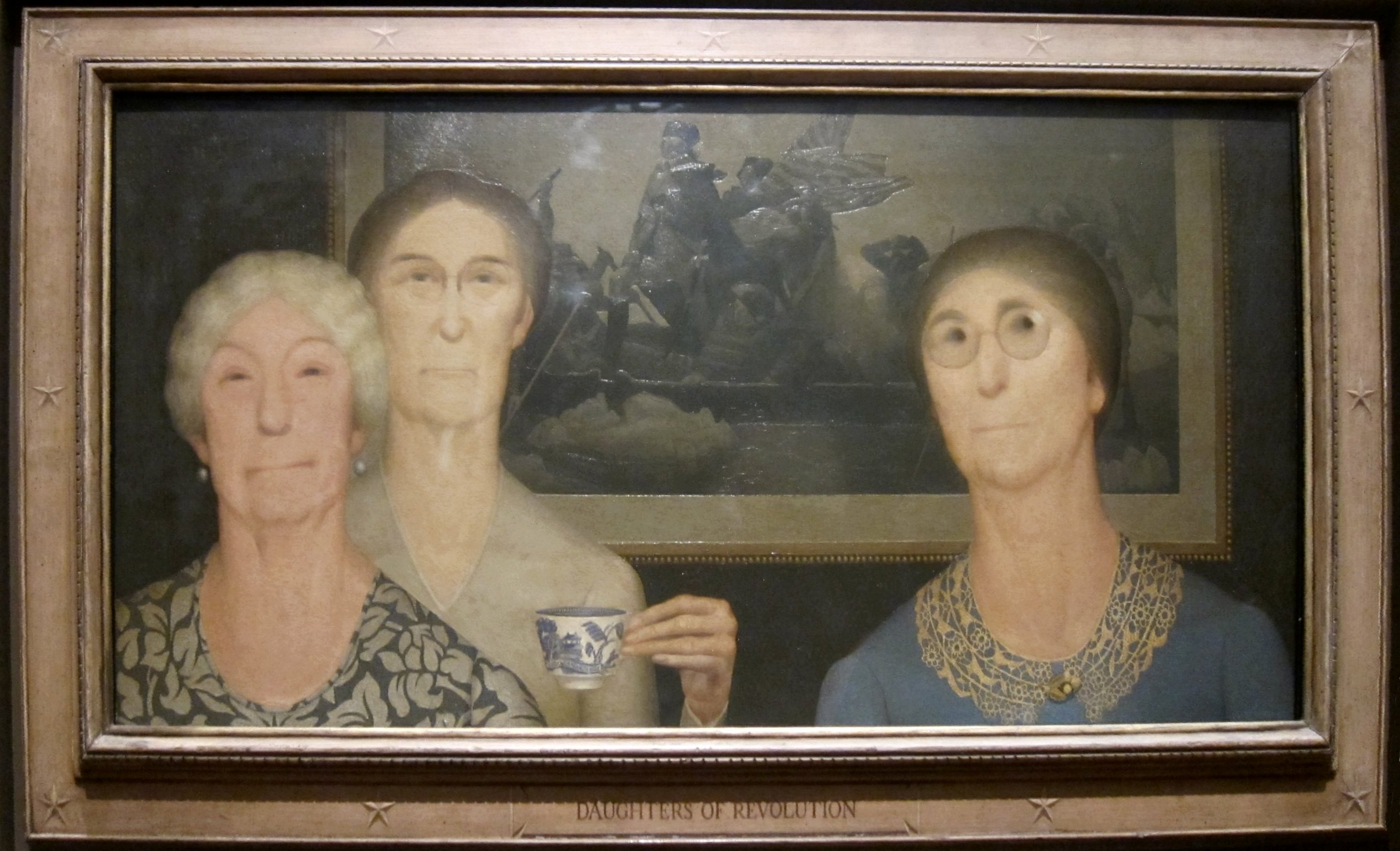
Daughters of Revolution (1932) Cincinnati Art Museum
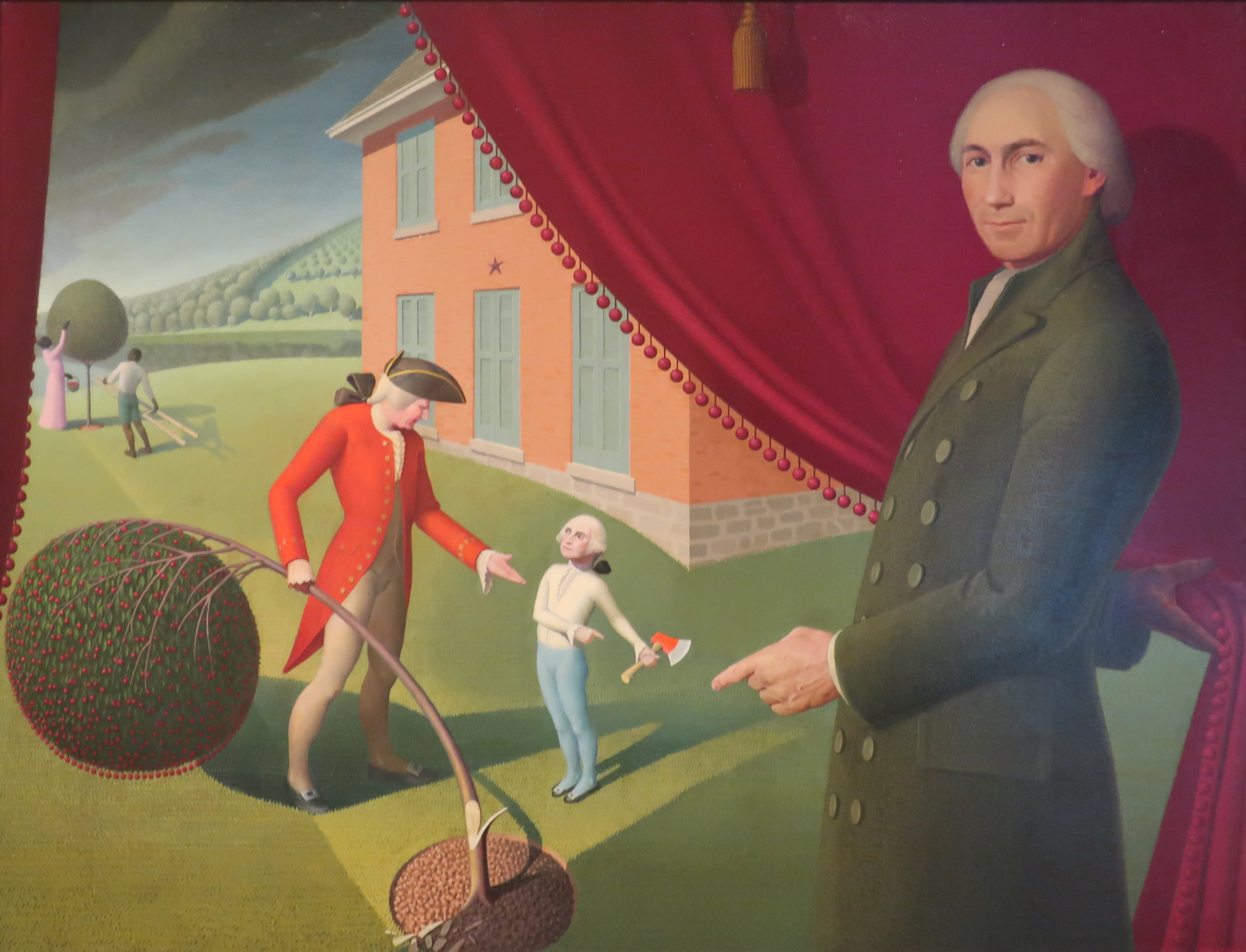
Parson Weems' Fable (1939)
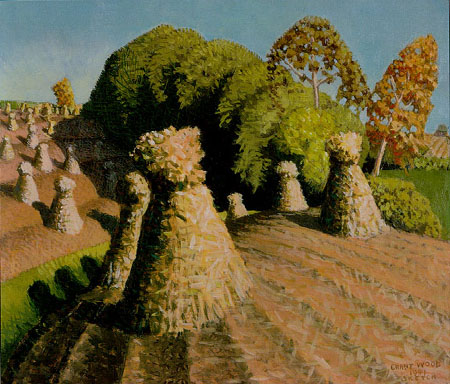
Iowa Cornfield (1941)
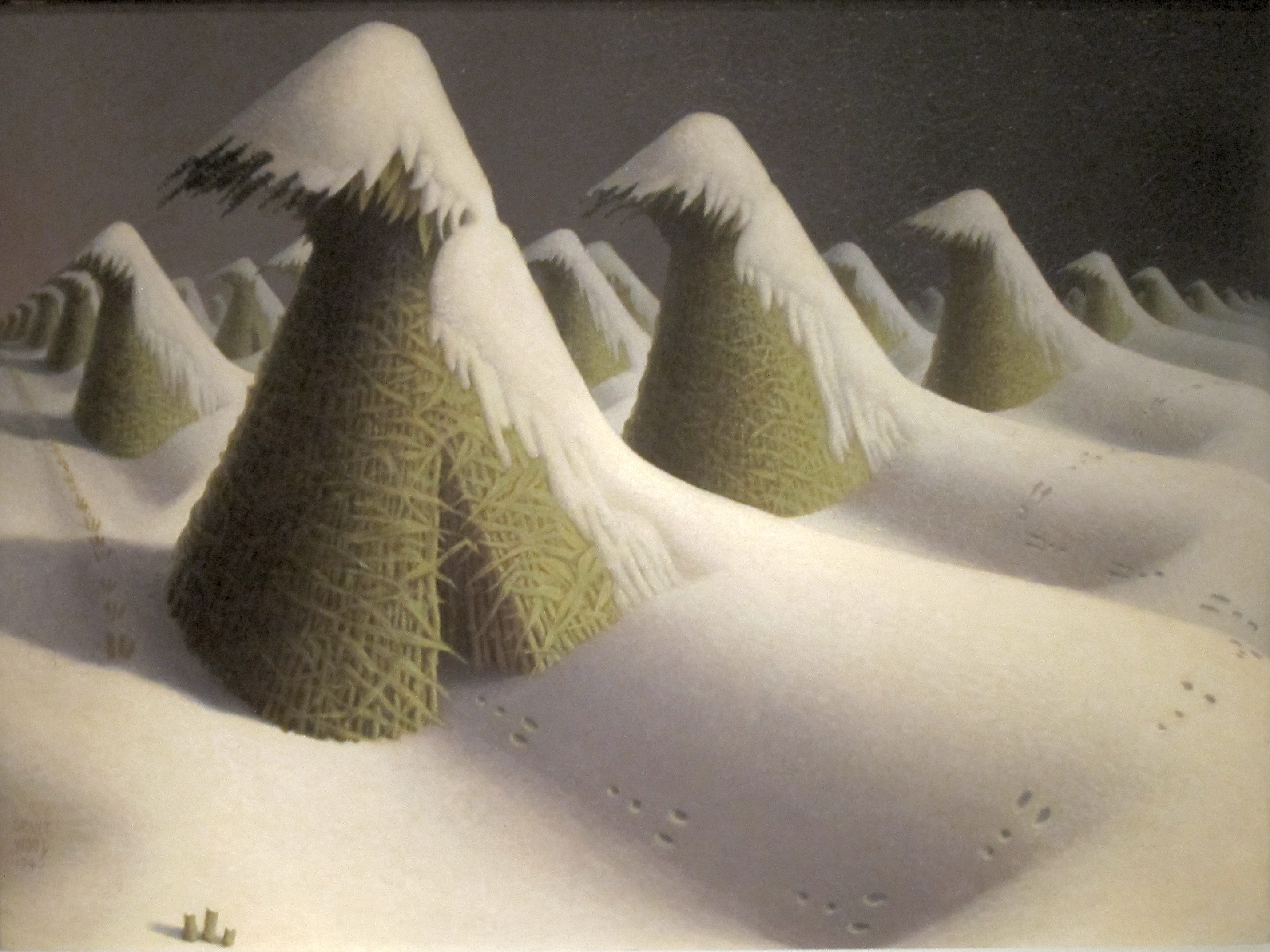
January (1941) Cleveland Museum of Art